# History for Sale
History for Sale é o terceiro álbum de estúdio dos norte-americanos Blue October, lançado a 8 de outubro de 2003.

## Faixas
1. "Ugly Side" - 4:21
2. "Clumsy Card House" - 3:21
3. "Razorblade" - 3:18
4. "Calling You" - 3:59
5. "Chameleon Boy" - 5:48
6. "Sexual Powertrip (One Big Lie) Bla Bla" - 3:04
7. "A Quiet Mind" - 4:09
8. "3 Weeks, She Sleeps" - 1:48
9. "Inner Glow" - 4:25
10. "Somebody" - 3:26
11. "Come in Closer" - 5:25
12. "Amazing" - 5:05